# Impératoire
Peucedanum ostruthium · Benjoin
Pour la résine tirée des plantes du genre Styrax, voir Benjoin.
Espèce
Classification phylogénétique

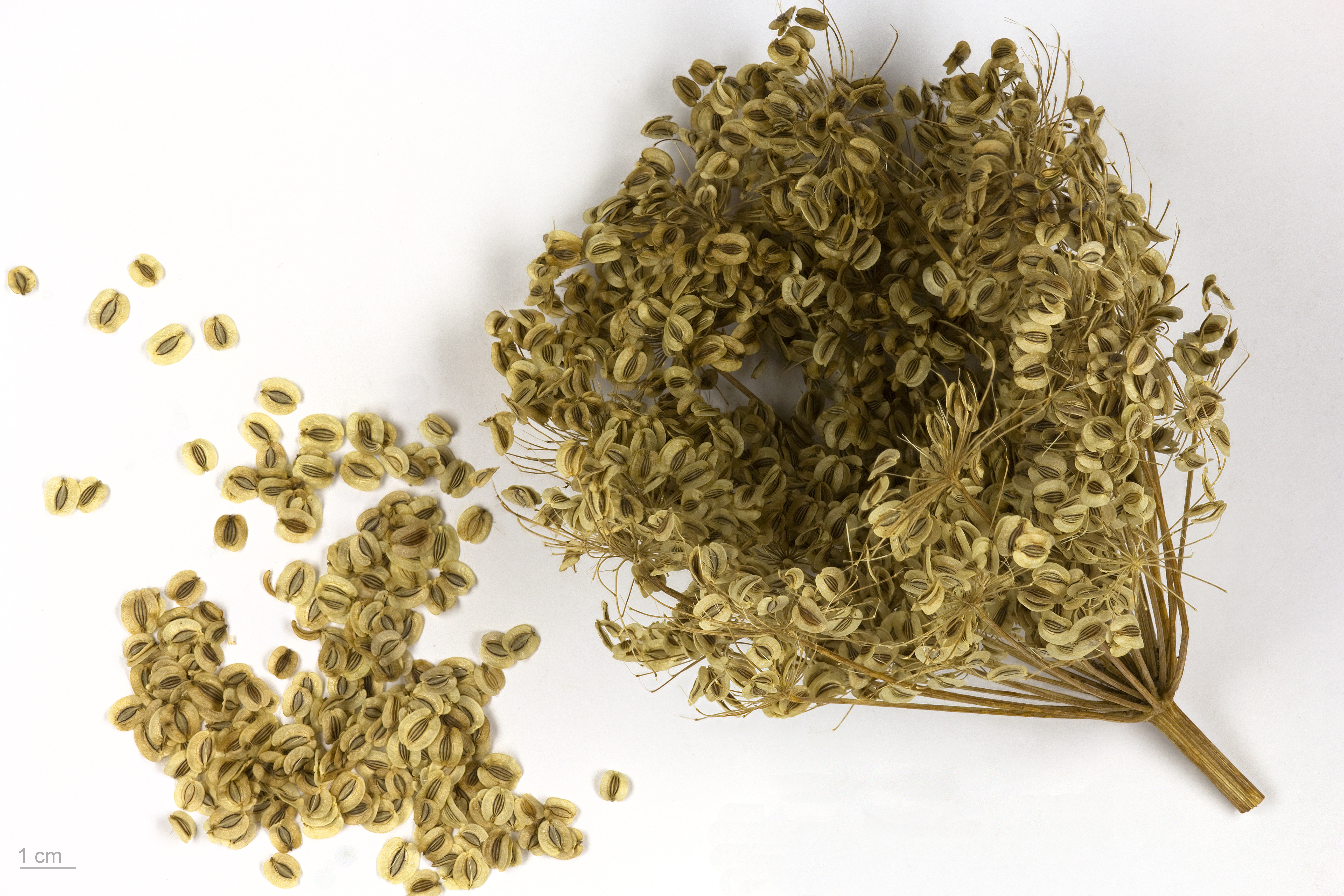
Peucedanum ostruthium au Muséum de Toulouse.

L’Impératoire ou le Benjoin (Peucedanum ostruthium) est une espèce de plantes à fleurs de la famille des Apiaceae (Ombellifères).
Elle est aussi appelée peucédan impératoire, benjoin français, ostruche, autruche, maître des maléfices ou eau fraîche.

## Description
La floraison a lieu de juin à août.

## Répartition et habitat

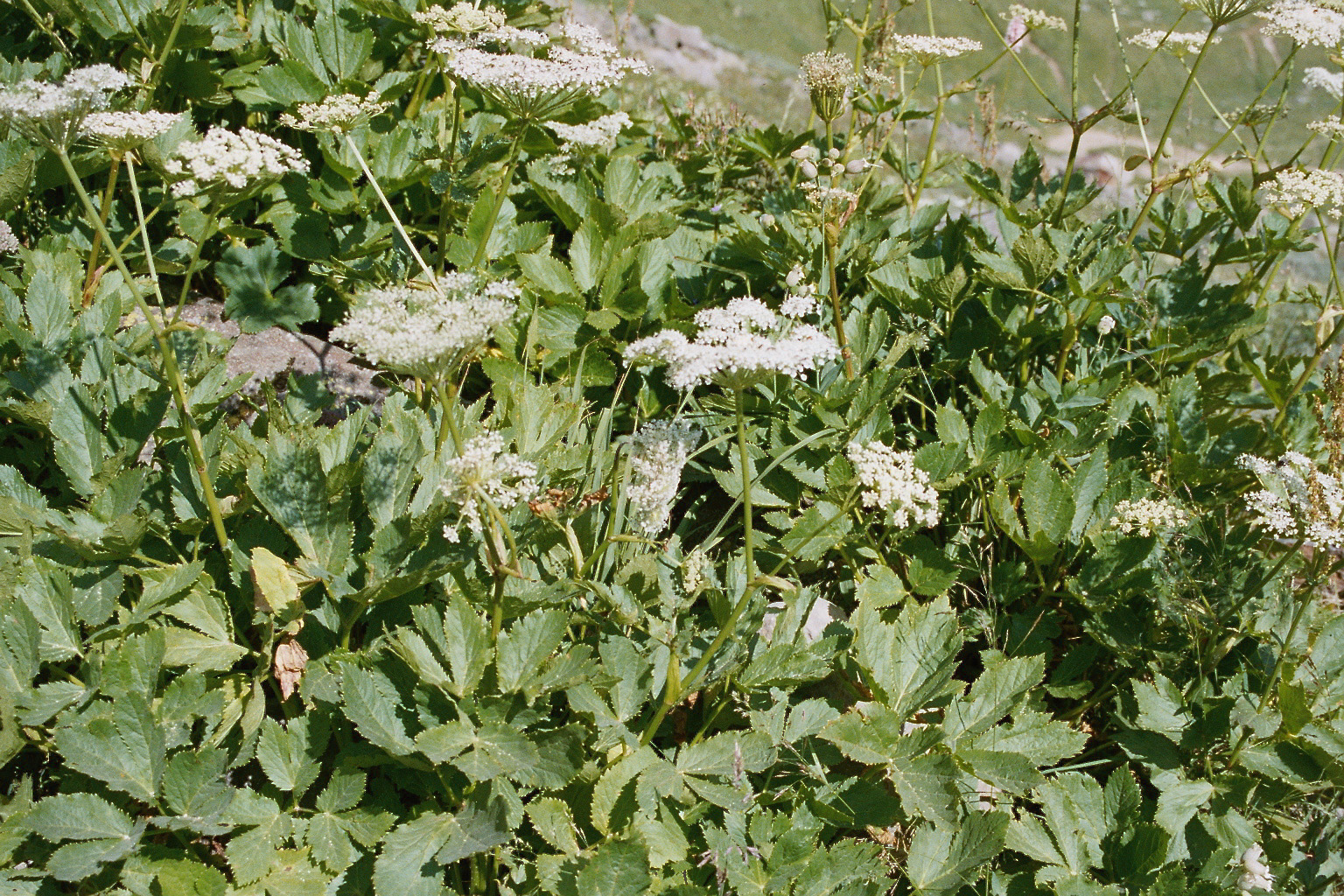
Impératoire-benjoin dans les monts Dore (Massif central).

L'impératoire est une plante d'altitude qui croît entre 1 400 m et 2 800 m dans les montagnes du centre et du sud de l'Europe, dans les prairies, les rocailles et au bord des ruisseaux. En France, elle pousse dans tous les massifs, sauf le Jura.

## Utilisations
- L'impératoire possède diverses propriétés : homéopathiques, vétérinaires (on en faisait autrefois des tisanes destinées à mettre les vaches en chaleur)[4], gynécologiques (décontracturantes)[5].
- Au XVIIe siècle, l'impératoire, alors au sommet de sa réputation, entrait dans la composition d'une des drogues les plus en vogue en Europe, l'orviétan.
- L'impératoire a aussi un usage aromatique pour les boissons et les fromages, alimentaire (racine, feuilles), condimentaire[5] dans les salades ou les soupes[2].
- On extrait de la plante une huile essentielle nommée « huile de benjoin français »[5].
- L'infusion d'impératoire est apéritive[6].
- Dans plusieurs régions des Alpes, sa racine est distillée pour en tirer une eau-de-vie[7]

## Synonymes
- Imperatoria ostruthium L.
- Imperatoria major Gray